# Lixing-lès-Rouhling
Lixing-lès-Rouhling (Duits: Lixingen bei Ruhlingen) is een gemeente in het Franse departement Moselle in de regio Grand Est en maakt deel uit van het arrondissement Sarreguemines. De gemeente telde 810 inwoners op 1 januari 2022.

## Geschiedenis
De gemeente maakte tot 2015 deel uit van het kanton Sarreguemines-Campagne. Toen het kanton op 22 maart 2015 werd opgeheven werd Lixing-lès-Rouhling opgenomen in het kanton Sarreguemines.

## Geografie
De oppervlakte van Lixing-lès-Rouhling bedraagt 4,22 vierkante kilometer; Op 1 januari 2022 was de bevolkingsdichtheid 191,9 inwoners per km².
De onderstaande kaart toont de ligging van Lixing-lès-Rouhling met de belangrijkste infrastructuur en aangrenzende gemeenten.

## Demografie
Onderstaande figuur toont het verloop van het inwonertal.
Bliesbruck · Blies-Ébersing · Blies-Guersviller · Frauenberg · Grosbliederstroff · Hambach · Hundling · Ippling · Kalhausen · Lixing-lès-Rouhling · Neufgrange · Rémelfing · Rouhling · Sarreguemines · Sarreinsming · Wiesviller · Willerwald · Wittring · Wœlfling-lès-Sarreguemines · Zetting